# Cala de Sa Calobra
Die Cala de Sa Calobra ist eine Bucht an der Nordküste der Mittelmeer-Insel Mallorca (Balearische Inseln, Spanien). Sie liegt in der Gebirgsregion Serra de Tramuntana auf dem Gebiet der Gemeinde Escorca. In die Bucht münden, im Tal von Sa Calobra, der Torrent des Racó und nördlich davon der Torrent de Pareis.
Da der Zugang zur Mündung des Torrent de Pareis zumeist über die Cala de Sa Calobra erfolgt, ist diese eines der am häufigsten angefahrenen touristischen Ziele Mallorcas.
Die Straße zur Bucht ist einer der wenigen landseitigen Zugänge zum Meer an der mallorquinischen Nordwest-Küste. Wegen des Werts der mehr als 300 Tier- und Pflanzenarten, die hier beheimatet sind, wurde die Cala de Sa Calobra 2003 von der Regierung der Balearen zum Naturdenkmal (Monument Natural) erklärt.

## Geschichte
In den ersten umfangreichen Beschreibungen Mallorcas vom Anfang des 17. Jahrhunderts wurde Sa Calobra meist gemeinsam mit dem Torrent de Pareis behandelt. Die mallorquinischen Historiker Joan Baptista Binimelis (1539–1616) und Juan Dameto (1554–1633) beschrieben es als bedeutendsten Hafen an der Küste von Lluc und betonten den Wasserreichtum und seine landschaftliche Schönheit. Binimelis berichtete, dass die Einheimischen die Region als eines der drei Wunder Mallorcas ansehen würden. Dementsprechend lag die wichtigste Bedeutung der Cala de Sa Calobra lange darin, dass sie den Schiffen der Besucher des Torrent de Pareis sicheren Ankerplatz bot. José María Quadrado informierte 1888, dass Sa Calobra »in der guten Jahreszeit« häufig von Landpartien besucht werde, »die sich in Sóller einschiffen, so den umständlichen und rauen Landweg über die drei Güter von Bálig und la Costera vermeidend.«

## Die Straße zur Cala de Sa Calobra

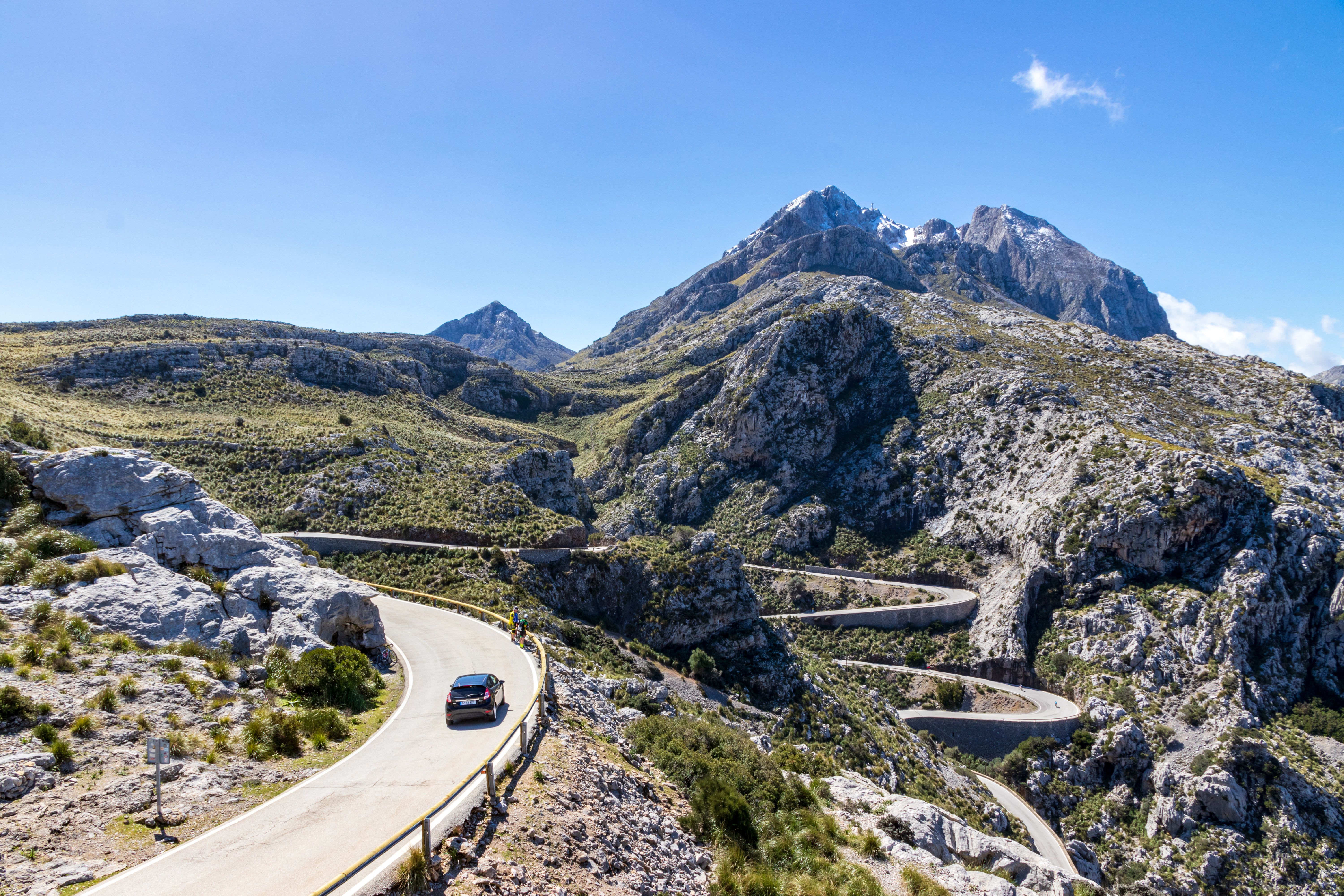
Straße nach Sa Calobra

Die Verbesserung des landseitigen Zugangs zur Bucht und damit zum Torrent de Pareis wurde schon von den ersten Vordenkern der touristischen Entwicklung Mallorcas gefordert und vorher gesehen. Auch der 1905 gegründete Tourismusförderverband Fomento del Turismo de Mallorca, der den Bau von Straßen in der Serra de Tramuntana unterstützte, plante früh eine neue Straße entlang des alten Fußwegs von Sóller nach Sa Calobra. Verwirklicht wurde dann aber ein Entwurf von Antonio Parietti, des Leitenden Ingenieurs für Straßen und Bauten der Diputación Provincial. Die Serpentinenstraße, die noch heute von der Straße zwischen Sóller und dem Santuari de Lluc abzweigt, wurde 1931 fertig gestellt.

## Trivia

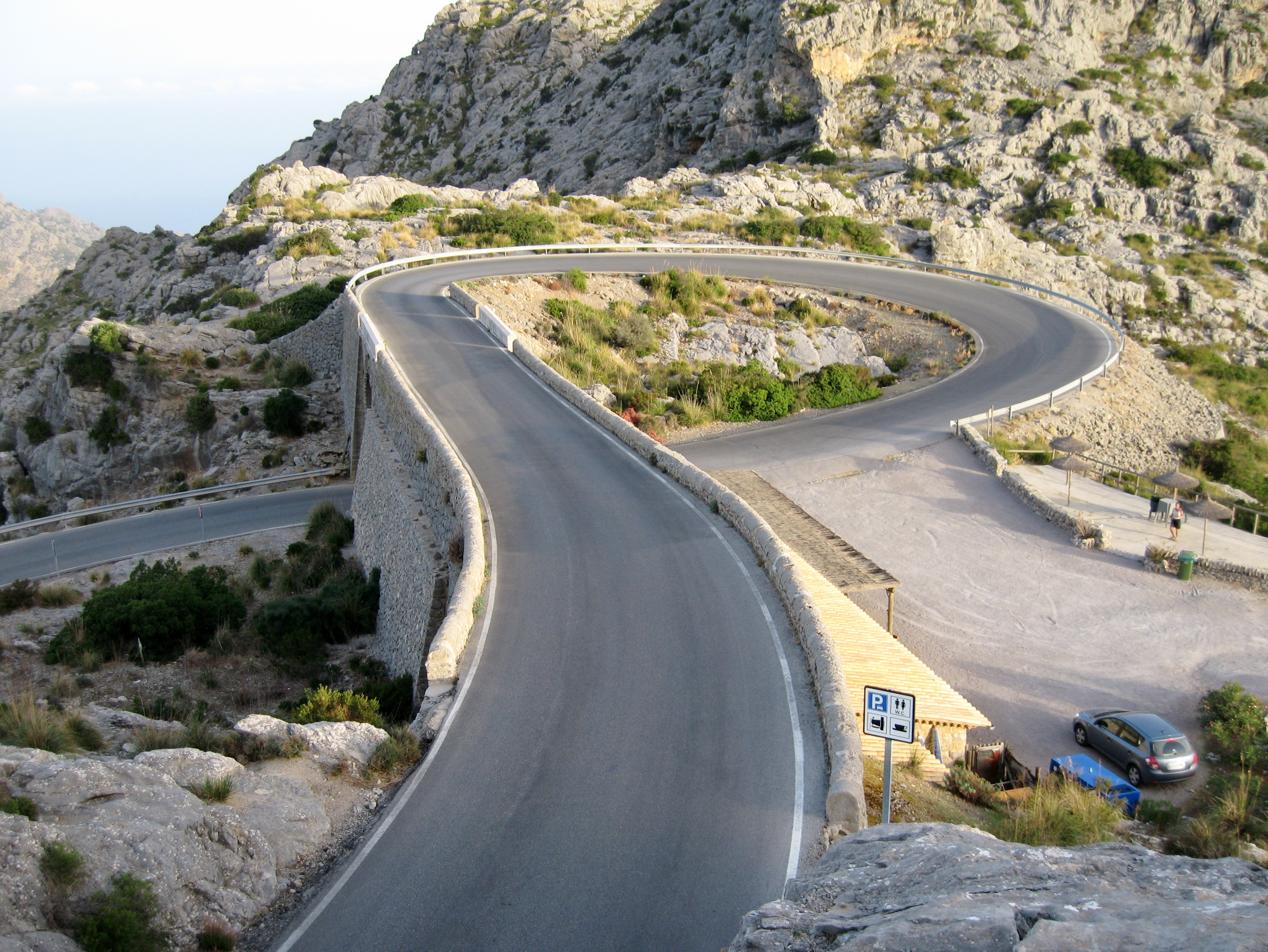
Der »Krawattenknoten«

In manchen deutschsprachigen Publikationen wird behauptet, der Sinn der Straße nach Sa Calobra sei in Vergessenheit geraten oder Parietti hätte sie um ihrer selbst Willen erbaut. Beides ist nicht zutreffend (s. o.) und angesichts der immensen Kosten, die der Bau eines solchen Projekts verschlingt, auch unplausibel.
2,2 km nach dem Abzweig der Straße nach Sa Calobra von der C-710 zwischen Sóller und Lluc befinden sich Grundmauern, die für den Bau einer Seilbahn auf den Puig Major errichtet worden sind. Das 1936 begonnene Projekt stammte ebenfalls von Antonio Parietti, wurde aber wegen des Ausbruchs des Bürgerkriegs rasch eingestellt und später nicht wieder aufgenommen. Heute ist der plataforma del funicular genannte Ort Ausgangspunkt verschiedener Wanderrouten.
Der obere Beginn der Serpentinenstraße besitzt eine bekannte Besonderheit: In einer 270-Grad-Kurve führt die Straße unter sich selbst hindurch und wird deshalb Nus de sa Corbata (Krawattenknoten) genannt.